# Opfertafel des Iunu
Die Opfertafel des Iunu aus dem Alten Reich (4. Dynastie, um 2590 v. Chr.) gehört zur ägyptischen Sammlung des Roemer- und Pelizaeus-Museums Hildesheim. Sie gehört zur Gruppe der Grabplatten mit Opfertischszenen („Opfertafeln“).

## Auftraggeber
Iunu war ebenso wie Hemiunu an der Spitze der Verwaltung unter König Cheops tätig. Seine Titel lauteten „Vorsteher der Arbeitermannschaften von Oberägypten, Größter des Zehnerkollegiums von Oberägypten, Königssohn“. Demnach war er in der einen Landeshälfte Ägyptens zuständig für die Organisation, den Einsatz und die Versorgung des größten Teils der Bevölkerung, die einer allgemeinen Arbeitspflicht unterlag. Diese Leute wurden beim Pyramidenbau, aber auch bei anderen staatlichen Bauvorhaben, in den Steinbrüchen und als Soldaten eingesetzt. Für diese wichtige und verantwortungsvolle Arbeit, die Iunu mit allen großen Bauvorhaben des Staates in Verbindung brachte, erhielt er den Rang eines „Königssohns“ und ein Grab auf dem Teil des Westfriedhofs, auf dem Cheops Grabstätten für seine Elite-Beamten anlegen ließ.

## Fundort
Die Reliefplatte wurde am 25. Januar 1913 von Hermann Junker noch an ihrem ursprünglichen Platz gefunden. Die Farben konnten, wenn auch ein wenig verblasst, erhalten bleiben, weil sie bis zum Auffinden vermauert war. Das Grab des Iunu gehört zum ältesten Abschnitt des Beamtenfriedhofes im Westen der Cheopspyramide. Dort waren die Mastabas grundsätzlich nur für eine Person bestimmt, ihr Oberbau bestand aus einem rechteckigen, aus Kalksteinblöcken errichteten Massiv mit geböschten Seiten. Die Gräber besaßen im Oberbau keine Innenräume, ein tiefer Schacht führte weit in den felsigen Untergrund bis zu einer Sargkammer. An der Ostfassade war in die Außenwand der Mastaba eine rechteckige Reliefplatte eingelassen, die den Grabherrn am Speisetisch sitzend darstellt; sie kennzeichnete den Ort des Totenkults.

## Beschreibung
Die Opfertafel besteht aus Tura-Kalkstein, ihre Maße betragen Höhe 39 cm, Breite 54 cm, Tiefe 9,3 cm. Stilistisch und handwerklich ist das erhaben feine Flachrelief von höchster Qualität. Es ist charakteristisch für die erste Hälfte der Regierungszeit des Cheops, aus der die wenigen erhaltenen Opfertafeln dieses Typs stammen. Die Opferplatte war der einzige Bildschmuck des Grabes, ihre Darstellung sollte Iunu ein vollkommen ausgestattetes Leben nach dem Tod sichern. Iunu sitzt auf einem lehnenlosen Stuhl, dessen Beine wie die eines Rindes geformt sind. Über seinem Kopf steht sein Name sowie sein Amt und Rang. Seine für die Ewigkeit gedachte Versorgung besteht aus den abgebildeten Broten auf seinem Speisetisch, Rinderschenkeln, Geflügel und einem zweiteiligen Waschgeschirr im ersten Register. Darüber sind Weihrauch, Öl, Feigen und Wein dargestellt. Unter dem Tisch sind weitere Opfergaben zu je tausend abgebildet. Rechts schließt sich eine Leinenliste an. Die Falken und Standarten geben im Zusammenhang mit den zahlenmäßigen Angaben darunter die unterschiedlichen Stoffqualitäten an. Die fünf Speicher ganz rechts unten enthalten Vorräte an Getreide und Früchten. Iunu trägt eine kurze Lockenperücke und ist mit einem knöchellangen Mantel bekleidet, dessen heute verschwundene Bemalung bei der Auffindung 1913 noch deutlich das gefleckte Pantherfell zeigte.